# Sonda kommun
Sonda kommun (estniska: Sonda vald) var en kommun i landskapet Ida-Virumaa i nordöstra Estland. Den låg cirka 120 kilometer öster om huvudstaden Tallinn. Kommunens centralort var småköpingen Sonda.
Den 21 oktober 2017 uppgick kommunen i Lüganuse kommun.

### Karta

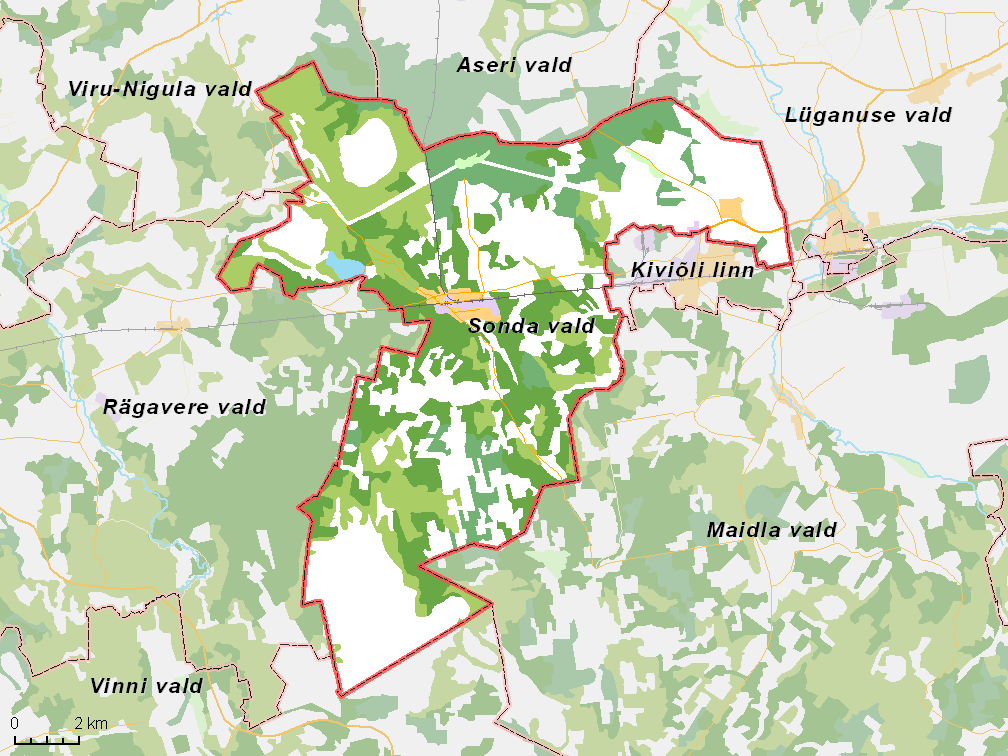
Översiktlig karta över den tidigare kommunen.

## Orter
I Sonda kommun fanns två småköpingar och nio byar.

### Småköpingar
- Erra
- Sonda

### Byar
- Erra-Liiva
- Ilmaste
- Koljala
- Nüri
- Satsu
- Uljaste
- Vainu
- Vana-Sonda
- Varinurme